# Angiolina Ortolani
Angiolina Valandris Ortolani (Bergamo, 1830 - Livorno, 1913) fue una soprano italiana.
Estudió en el Conservatorio de Milán y debutó en 1853 en Brescia con Parisina de Donizetti. Comenzó así una gran carrera como soprano ligera en Milán (debut en La Scala en 1859)  y otras ciudades italianas, con apariciones en Londres (1857), Barcelona o el Teatro Real de Madrid, donde cantó con bastante frecuencia entre 1856 y 1880.  
Se casó con el tenor ligero Mario Tiberini.